# Noci šelem
Les Nuits fauves je francouzsko-italský autobiografický hraný film z roku 1992, který režíroval Cyril Collard podle vlastního scénáře, resp. vlastní stejnojmenné knihy z roku 1989.

## Děj
Je rok 1986. Jeanovi je 30 let, je kameraman, uznávaný, nadaný a HIV pozitivní. K Jeanovým milencům patří i Samy, jeho nevlastní bratr, jehož směřování k fašistické extrémní pravici Jean neakceptuje. Při castingu na reklamu se seznámí s mladou a krásnou Laurou. Rodí se mezi nimi vášeň. Jeanova bisexualita a skutečnost, že má jiné aféry, mladou ženu rozčílí. Také zjistí, že Jean je nakažen AIDS a že i její dny mohou být sečteny.

## Obsazení
| Cyril Collard          | Jean             |
| Romane Bohringer       | Laura            |
| Carlos López           | Samy             |
| Corine Blue            | matka Laury      |
| Claude Winter          | matka Jeana      |
| René-Marc Bini         | Marc             |
| Maria Schneiderová     | Noria            |
| Clémentine Célarié     | Marianne         |
| Laura Favali           | Karine           |
| Jean-Christophe Bouvet | Serge            |
| Jean-Jacques Jauffret  | Pierre Olivier   |
| Michel Voletti         | pan André        |
| Aïssa Djabri           | Kader            |
| Francisco Giménez      | Paco             |
| Marine Delterme        | Sylvie           |
| Yannick Tolila         | zdravotní sestra |
| Régine Arniaud         | Véro             |
| Olivier Pajot          | Lempereur        |
| Samir Guesmi           | Jamel            |

## Ocenění
- Cena diváků na Mezinárodním festivalu mladé kinematografie v Turíně
- César pro nejlepší film
- César pro nejlepší filmový debut
- César pro nejslibnější herečku: Romane Bohringer
- César pro nejlepší střih: Lise Beaulieue

Cyril Collard byl také nominován na Césary za nejlepší režii a nejlepší scénář. René-Marc Bini byl nominován za nejlepší hudbu.
Jedná se o první celovečerní film, který získal Césara za nejlepší film a zároveň nejlepší filmový debut. Filmař zemřel na AIDS tři dny před ceremoniálem, ale po uzavření hlasování 28. února. Cyril Collard je tak jediným posmrtným vítězem nejlepšího filmu. Ceny si přišli vyzvednout jeho producentka Nella Banfi a jeho tiskový mluvčí Claude Davy.